# Pogrom von Krakau

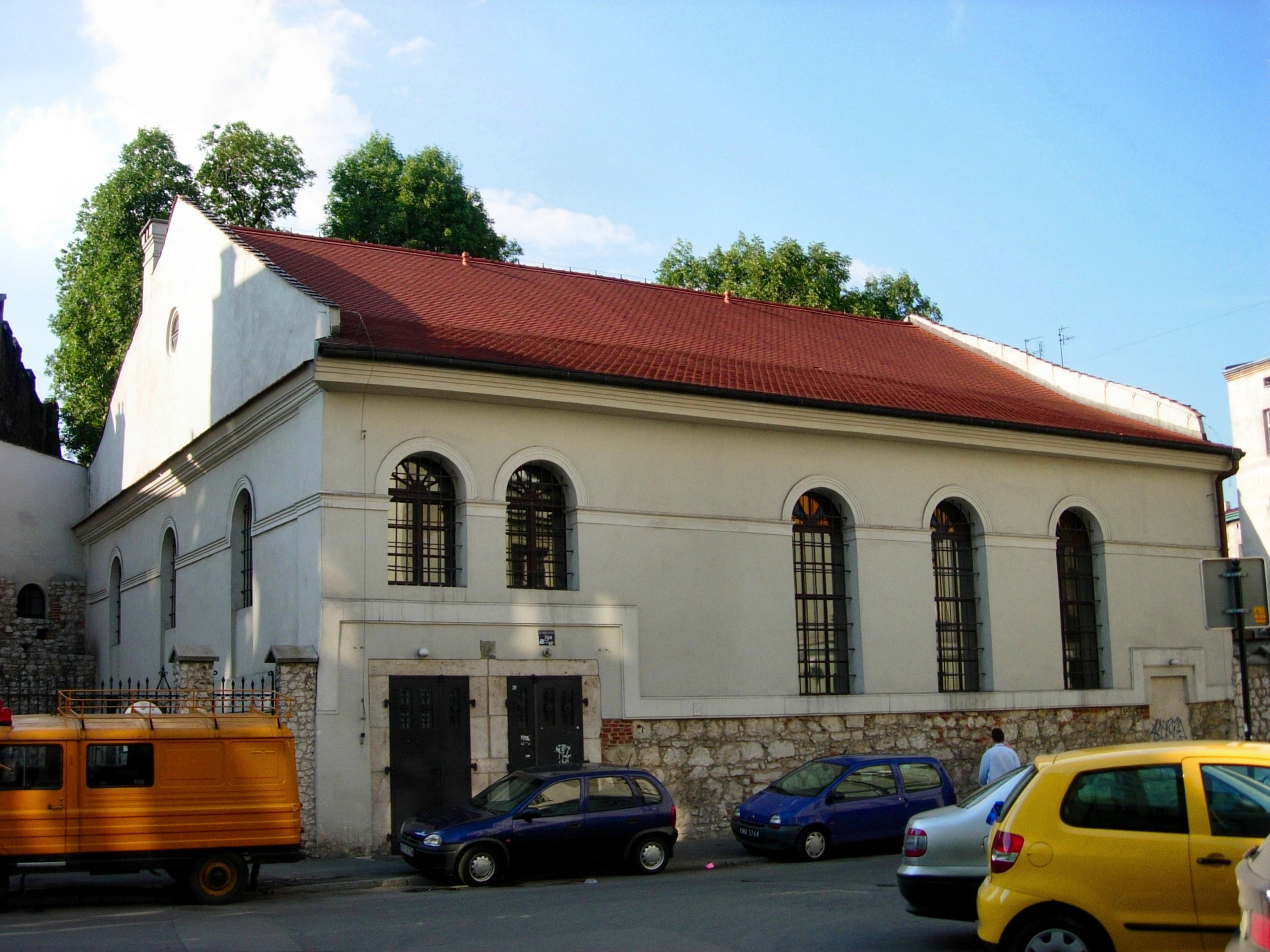
Ort des Pogroms: Kupa-Synagoge, Krakau

Als Pogrom von Krakau werden die am 11. August 1945 in der polnischen Stadt Krakau erfolgten Ausschreitungen gegen polnische Juden bezeichnet, in deren Folge es zu einem Todesopfer und fünf Verletzten kam. 
In Krakau befanden sich nach der Befreiung von der NS-Besatzung im Januar 1945 etwa 500 Juden; ihre Zahl wuchs in den folgenden Monaten durch migrierende Überlebende des NS-Terrors deutlich an, bis Ende 1945 auf fast 9000. Vor dem Zweiten Weltkrieg hatte die Zahl der Juden in der Stadt mit ungefähr 250.000 Einwohnern noch etwa 60.000 betragen.
Die Ausschreitungen begannen im Sommer 1945 mit Gerüchten über Juden, die auf den Marktplätzen Krakaus zirkulierten und in den jahrhundertelang propagierten Ritualmordlegenden des christlichen Antijudaismus wurzelten. So wurde am 27. Juni 1945 eine jüdische Frau zu einer Wache der Miliz gebracht, da ihr Kindesraub vorgeworfen wurde. Auch wenn sich dabei herausstellte, dass die Mutter der Jüdin das Kind zur Aufsicht gegeben hatte, versammelte sich auf dem Kleparskiplatz eine wegen dieser Nachricht aufgebrachte Menschenmenge und begann einen Laden zu demolieren, wurde aber von der Miliz aufgehalten. Die Gerüchteküche jedoch sprach bald von immer mehr Entführungsopfern und von 13 christlichen Kinderleichen in Krakau; die Kupa-Synagoge im jüdisch geprägten Stadtteil Kazimierz wurde daraufhin während der Gottesdienste mehrfach von Jungen mit Steinen beworfen. Die Ereignisse eskalierten am 11. August, als wieder Jungen Steine warfen, einer von ihnen in die Synagoge eindrang und beim Herauslaufen rief: „Leute, helft mir, sie wollen mich umbringen!“ Daraufhin brach gegen 11.00 Uhr eine Menschenmenge vom nahegelegenen Markt auf der Szerokastraße in die Kupa-Synagoge ein, demolierte die Einrichtung, trampelte auf heilige Gegenstände und trieb die zum Sabbat Versammelten unter Beschimpfungen und Schlägen aus der Synagoge. Von den 25 wegen der Vorfälle vor Gericht Gestellten waren zwölf Angehörige von Sicherheitsbehörden (der Polizei bzw. der Armee), die übrigen waren hauptsächlich ungelernte oder arbeitslose Anwohner. Im Stadtteil Kazimierz kam es zu Ausschreitungen, es wurde in Wohnungen eingebrochen, selbst verletzte Juden wurden geschlagen. Die 56-jährige Auschwitz-Überlebende Róża Berger wurde durch eine geschlossene Tür hindurch erschossen.
Soweit bekannt, war Róża Berger das einzige Todesopfer des Pogroms, auch wenn die Historikerin Anna Cichopek ein bis zwei weitere Tote nicht ausschließt. Fünf weitere Personen wurden laut Bericht des Zentralkomitees der Juden in Polen mit Verletzungen in Krankenhäuser eingeliefert; Cichopek geht davon aus, dass es weitere Verletzte gegeben haben könnte. Die kommunistische Parteiführung nutzte das Pogrom, um oppositionelle Gruppen als reaktionäre Judenfeinde zu diskreditieren, vor allem die in London befindliche polnische Exilregierung gegenüber den Westmächten.
Die Erforschung des Pogroms spielte eine Rolle in der kritischen Aufarbeitung der polnischen Zeitgeschichte, die im Jahr 2000 mit skandalträchtigen Büchern von Tomasz Szarota und Jan Tomasz Gross über das Massaker von Jedwabne und die von ihnen postulierte polnische Beteiligung an Verbrechen gegen Juden einsetzte. Anders als diese polemischen Streitschriften arbeitete Anna Cichopek in ihrer 2000 erschienenen Studie – der ersten Monographie zum Thema – dieses Pogrom nüchtern auf, um „eine gründliche Dokumentation des Ereignisses“ zu erreichen. In der Debatte wurde ihre Studie wichtig, weil sie nachwies, dass judenfeindliches Verhalten nicht – wie von Kritikern der Jedwabne-Bücher angeführt – auf Ostpolen oder auf Kooperation mit dem NS-Regime beschränkt war (siehe auch Pogrom von Kielce).

## Belege
1. ↑  Anna Cichopek-Gajraj: Beyond Violence. Jewish Survivors in Poland and Slovakia, 1944–48. Cambridge University Press, Cambridge 2014, S. 122.
2. ↑  Zu den Ereignissen auch im Folgenden Anna Cichopek-Gajraj: Beyond Violence. Jewish Survivors in Poland and Slovakia, 1944–48. Cambridge University Press, Cambridge 2014, S. 123 f.
3. 1 2  Anna Cichopek-Gajraj: Beyond Violence. Jewish Survivors in Poland and Slovakia, 1944–48. Cambridge University Press, Cambridge 2014, S. 125.
4. ↑  Im Buch von 2000 und im Aufsatz von 2003 (siehe Literatur) hatte Cichopek fünf Todesopfer angegeben, da auf einem Foto fünf Särge zu sehen waren. Unter Berufung auf Cichopek schreiben von fünf Todesopfern auch Jeremi Sadowski: Bücher aus Polen. Polnische Vergangenheitsbewältigung. PDF. In: Konrad-Adenauer-Stiftung-Auslandsinformationen. Nr. 6, 2001, S. 121–132, hier S. 128, und Bożena Szaynok: The Role of Antisemitism in Postwar Polish-Jewish Relations. In: Robert Blobaum (Hrsg.): Antisemitism And Its Opponents In Modern Poland. Cornell University Press, Ithaca NY 2005, S. 265–283, hier S. 272. In ihrem Buch von 2014 widerrief Cichopek die Angabe; sie hatte das Foto dem Pogrom fälschlicherweise zugeordnet, siehe Anna Cichopek-Gajraj: Beyond Violence. Jewish Survivors in Poland and Slovakia, 1944–48. Cambridge University Press, Cambridge 2014, S. 125, Fn. 63.
5. ↑  Bożena Szaynok: The Role of Antisemitism in Postwar Polish-Jewish Relations. In: Robert Blobaum (Hrsg.): Antisemitism And Its Opponents In Modern Poland. Cornell University Press, Ithaca NY 2005, S. 265–283, hier S. 274 f.
6. ↑  Bożena Szaynok: The Role of Antisemitism in Postwar Polish-Jewish Relations. In: Robert Blobaum (Hrsg.): Antisemitism And Its Opponents In Modern Poland. Cornell University Press, Ithaca NY 2005, S. 265–283, hier S. 265. Cichopeks Buch beruht auf ihrer Magisterarbeit Z dziejów powojennego antysemityzmu – pogrom w Krakowie 11 sierpnia 1945r, Krakau 1998. Zitiert nach Jan Tomaz Gross: Neighbors. The Destruction of the Jewish Community in Jedwabne, Poland. Princeton University Press, Princeton NJ 2001, ISBN 0-691-08667-2, S. 237.
7. ↑  Siehe für den Absatz die Besprechung der Arbeit Cichopeks bei Jeremi Sadowski: Bücher aus Polen. Polnische Vergangenheitsbewältigung. PDF. In: Konrad-Adenauer-Stiftung-Auslandsinformationen. Nr. 6, 2001, S. 121–132, hier S. 128.